# Малченко Андрій Леонідович
Андрій Леонідович Малченко (1904—1970) — український учений, фахівець харчової хімії, зокрема в галузі виробництва спирту.

## Біографія
Народився в 1904 році у Глухові (нині Сумська область).
Вищу освіту здобув у 1930 році в інституті у Кам'янці-Подільському.
Працював змінним технологом, завідувачем лабораторією на Трилеському спиртовому заводі.
Закінчив аспірантуру в Київському технологічному інституті харчової промисловості, захистив дисертацію. Доцент (1933).
З 1937 року заступник начальника Главспирту — начальник технічного відділу.
У 1947 році запропонував спосіб безперервного зброджують патокового розчину, заснований на тому, що частина бродячої рідини безперервно відкачується з бродильного чана і використовується замість дріжджів, приготованих звичайними методами. Така ж технологія могла використовуватися для зброджування крохмалю.
З 1949 року начальник Главспирту.
Доктор технічних наук. У 1960-ті роки завідувач кафедри Всесоюзного заочного інституту харчової промисловості.

## Наукові праці
- Контроль и учет в спиртовом производстве. М.; Л.: Снабтехиздат, тип. «Пролетарское слово», 1933.
- Химико-технический и микробиологический контроль бродильных производств (спиртовое, пивоваренное, дрожжевое) [Текст] / доц. А. Л. Малченко, инж.-техн. Л. И. Ясинский и Р. И. Гольдфарб; Под ред. инж.-техн. Г. И. Фертмана; Допущено УУЗ Наркомпищепрома СССР в качестве учеб. пособия для вузов. — Москва ; Ленинград: Пищепромиздат, 1937 (Москва : 1 тип. Трансжелдориздата). — Переплет, 514 с. : ил.; 26х19 см. На переплете: доц. А. Л. Малченко, инж.-техн. Л. И. Ясинский и Р. И. Гольдфарб при участии Е. И. Квасникова и инж.-техн. И. П. Вавилова.
- Технико-химический контроль и учет спиртового производства. Утверждено УМС НКПП СССР в качестве учебника для техникумов / соавт. С. В. Атаманенко, А. В. Пелихова. М.; Л.: Пищепромиздат, 1940 (2-е изд. — 1946).
- Малченко, Андрей Леонидович. Пищевая промышленность Китайской Народной Республики [Текст]. — Москва: Пищепромиздат, 1957. — 142 с. : ил.; 20 см. — (Пищевая промышленность за рубежом/ М-во пром-сти продовольств. товаров СССР. Отд. техн. информации).
- Малченко А. Л., Ашкинузи З. К. Полунепрерывная технологическая схема производства спирта. Киев-Львов, Государственное издательство технической литературы Украины, 1951. — 263 с.

## Нагороди та премії
- Сталінська премія третього ступеня (1943) — за докорінне удосконалення технології виробництва ацетону і бутанолу, що дає значне спрощення і здешевлення виробництва
- Сталінська премія третього ступеня (1948) — за розробку і впровадження методу безперервного виробництва спирту, забезпечив значне збільшення продуктивності спиртових заводів
- Заслужений діяч науки і техніки РРФСР (1961).